# Midnight Commander
GNU Midnight Commander （也称为mc ，用户需要用终端来启动它，在旧版本中被称为无需点击的操作终端）是一个免费的跨平台正统文件管理器。 它由Miguel de Icaza于 1994 年创立，作为Norton Commander的克隆版本。
GNU Midnight Commander 是GNU 项目的一部分，并根据GNU 通用公共许可证的条款获得许可。 

## 设计应用

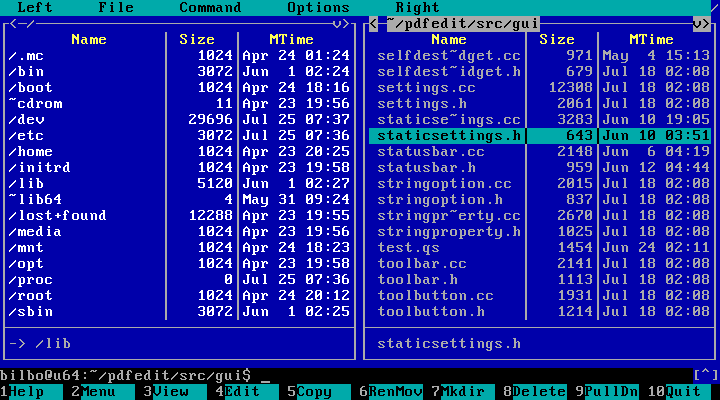
旧版本

Midnight Commander 是一个具有文本用户界面的控制台应用程序。主界面由两个显示文件系统的面板组成。通常情况下，进入界面后，用户可以使用方向键选择文件需要的文件，使用插入键确定文件，使用功能键可以修改文件名称、编辑或复制文件内容等操作。Midnight Commander的更高版本 支持鼠标操作。这些版本能够识别并支持鼠标操作的GPM和 X 终端仿真器（例如GNOME 终端或xterm ）。在 X 终端内运行时，如果终端仿真器允许，会自动更新更新并运行 Midnight Commander 的窗口。
Midnight Commander 还可以查看RPM文件夹的内容、使用常见存档格式，并充当FTP或FISH的客户端。 Midnight Commander 还内嵌了一个名为 mcedit 的编辑器，它可以独立使用，也可以在软件中使用 F4 键执行 。 mcedit可以让代码中的语法突出显示、链接宏、代码片段、与外部工具的使用、实现文本的自动缩进、支持用户鼠标操作、提供剪贴板以及在ASCII和十六进制模式下的工作能力。用户还可以选择用他们选择的编辑器替换 mcedit（选项菜单>配置>[不]使用内部编辑）。
Midnight Commander 还可以重命名文件组，这与其他只能重命名一个文件的文件管理器不同。这对于处理大量文件很方便，例如，使它们符合新的命名约定。 Midnight Commander 还可以在重命名文件的同时将文件移动到不同的目录。它允许用户使用通配符指定原始文件名和生成的文件名。这使得正则表达式可用于重命名文件，并具有方便的用户界面。此外，用户可以选择是否使用“ shell patterns”或“ globs“。选择文件 > 重命名/移动菜单选项可以使用所有这些功能。 （然后按 F1 会生成对选项的简要说明，包括如何使用通配符的示例。 )
Midnight Commander 基于多功能的文本界面，例如Ncurses或S-Lang ，这允许它在常规控制台、X 终端内、通过SSH连接、 RS-232接口（用于嵌入式设备）和各种远程的壳层上工作。

## Unicode 支持
2009 年，Midnight Commander 的开发版本添加了对Unicode的UTF-8语言环境的本地支持。从 4.7.0 版开始，mc 已经支持 Unicode。 

## 另请参阅
- ranger ，一个基于ncurses和 python 的文件管理器
- 檔案管理器比較（英语：Comparison of file managers）